# Hans Rev
Hans Rev (auch Hans Reff; * ca. 1489 in Dänemark; † Juli/August 1545 in Oslo) war ein norwegischer Geistlicher. Er war der letzte römisch-katholische Bischof im Bistum Oslo vor der Reformation und später erster lutherischer Superintendent (Bischof) des Bistums Oslo der lutherischen Kirche in Norwegen.

## Leben
Über Revs Herkunft und Ausbildung ist kaum etwas bekannt, außer dass er dänischer Herkunft war und unter anderem in Paris studierte, wo er den Magistergrad im Römischen und Kanonischen Recht erwarb. Er arbeitete als Sekretär bei Erik Valkendorf, der ihn (wohl schon bei seiner Wahl zum Erzbischof) mit nach Nidaros (Trondheim) nahm. Dort wurde Rev (vermutlich 1515) Mitglied des Domkapitels und trug 1520 die Verantwortung für den Druck des Breviarium Nidrosiense und des Missale Nidrosiense, der ersten für Norwegen gedruckten liturgischen Bücher. 1525 wurde Rev dank der Unterstützung von Erzbischof Olav Engelbrektsson und von König Friedrich I. zum Bischof von Oslo bestellt.
Als Mitglied des Reichsrates mehr mit politischen als mit geistlichen Angelegenheiten beschäftigt, unterstützte er 1531 König Christian II. beim Versuch der Rückeroberung von Norwegen, schlug sich dann aber wieder auf die Seite von Friedrich I. Nach dessen Tod 1533 unterstützte er auch dessen Sohn Christian III. im Bürgerkrieg, trotz dessen Sympathien für die lutherische Reformation. Trotzdem wurde er, zusammen mit den anderen katholischen Bischöfen Dänemarks und Norwegens, vom König im August 1536 für abgesetzt erklärt. Erzbischof Engelbrektsson nahm ihn gefangen, musste ihn aber 1537 wieder freilassen. Am 1. November 1537 verzichtete Rev in einem Brief an den König auf seine Bischofswürde und die damit verbundenen Rechte.
Da es nicht gelang, einen kompetenten lutherischen Nachfolger zu finden, führte zunächst der 1537 als lutherischer Superintendent für das Bistum Bergen eingeführte Geble Pederssøn die Reformation auch im Bistum Oslo ein. Rev hielt sich währenddessen in Dänemark auf. Im Herbst 1541 wurde er als Superintendent für sein altes Bistum wieder eingesetzt, das mit dem Bistum Hamar verbunden wurde. (Erst im 17. Jahrhundert nahmen die Superintendenten in Dänemark und Norwegen wieder den Bischofstitel an.) Durch Visitationen und Pfarrersynoden förderte er nun die Durchsetzung der lutherischen Lehre.